# Ahmet Dursun
Ahmet Dursun (* 25. Januar 1978 in Gelsenkirchen) ist ein ehemaliger deutsch-türkischer Fußballspieler. Er erlebte seine erfolgreichste Zeit während seiner ersten Tätigkeit bei Beşiktaş Istanbul.

## Karriere

### Verein
Dursun begann seine Karriere in Deutschland beim SG Wattenscheid 09 und bestritt vier Spiele in der zweiten Bundesliga. Zur Saison 1996/97 wechselte er zu Kocaelispor in İzmit (Türkei). Zur Saison 1999/00 wechselte er zu Beşiktaş Istanbul und schoss in der ersten Saison 21 Tore. Danach war er weniger erfolgreich und wechselte im Januar 2004 in die Volksrepublik China zur Tianjin Teda. Zur Saison 2004/05 wechselte er wieder in die Türkei, diesmal zu İstanbulspor AŞ. Anschließend wechselte er in der Winterpause wieder zu Beşiktaş Istanbul. Zur Saison 2006/07 wechselte er zu Etimesgut Şekerspor. In der Winterpause wechselte er zu Antalyaspor. Zur Saison 2007/08 wechselte er zu MKE Ankaragücü, ein Jahr darauf erneut zu Kocaelispor. Von 2009 bis April 2010 spielte Dursun für den aserbaidschanischen Verein FK Xəzər Lənkəran in der Premyer Liqası.
Zur Saison 2010/2011 wechselte er zum türkischen Zweitligaverein Adanaspor. Im Januar 2011 verließ er aber Adanaspor wieder, um sich Eyüpspor anzuschließen. Hier spielte er ein Jahr lang und gab im Januar 2012 das Ende seiner aktiven Profifußballerkarriere bekannt.

### Nationalmannschaft
Dursun begann früh für die türkische Nationalmannschaft aufzulaufen. So durchlief er die meisten türkischen Jugendnationalmannschaften und debütierte im Trikot der türkischen Nationalmannschaft am 23. Februar 2000 im Freundschaftsspiel gegen Norwegen. Insgesamt absolvierte er für die Türkei drei A-Länderspiele.
Mit der Türkischen U-21-Nationalmannschaft nahm er das erste Mal in der Verbandsgeschichte an einer U-21-Fußball-Europameisterschaft, der U-21-EM 2000, teil. Hier schied er mit seiner Mannschaft bereits in der Gruppenphase aus.

## Erfolge
- Kocaelispor:
  - Türkischer Pokalsieger (1): 1996/97

- Mit Beşiktaş Istanbul
  - Türkischer Meister (1): 2002/03
  - Türkischer Pokalsieger (1): 2005/06

- Türkische U-21-Nationalmannschaft:
  - Teilnahme an der U-21-Fußball-Europameisterschaft (1): 2000